# Yuki Ishikawa
Pour les articles homonymes, voir Ishikawa.
Yuki Ishikawa (石川 友紀, Ishikawa Yuki) est une ancienne joueuse de volley-ball japonaise née le 26 avril 1987 à Ageo (Préfecture de Saitama). Elle mesure 1,82 m et jouait au poste de centrale. Elle a totalisé 29 sélections en équipe du Japon. Elle a mis un terme à sa carrière de volleyeuse professionnelle en mai 2014.

## Clubs
| Club                          | De        | À         |
| ----------------------------- | --------- | --------- |
| Kawagoe Municipal High School |           | 2005-2006 |
| Takefuji Bamboo               | 2006-2007 | 2008-2009 |
| JT Marvelous                  | 2009-2010 | 2013-2014 |

## Palmarès
- V Première Ligue
  - Vainqueur : 2011.
  - Finaliste : 2010.
- Tournoi de Kurowashiki
  - Vainqueur : 2011, 2012.
  - Finaliste : 2010.